# Gouvernement Chtayyeh
État de Palestine
Hamdallah Mustafa
Le gouvernement Chtayyeh est le gouvernement de l'État de Palestine du 14 avril 2019 au 26 février 2024. Il est dirigé par le Premier ministre Mohammad Chtayyeh.

## Historique

### Contexte et nomination
Le 29 janvier 2019, Rami Hamdallah présente sa démission au président Mahmoud Abbas, qui l'a acceptée et l'a chargé de diriger les affaires courantes.
Le 10 mars 2019, le président Mahmoud Abbas publie un décret présidentiel chargeant Mohammad Chtayyeh de former un nouveau gouvernement. 

### Prestation de serment et composition
Le gouvernement prête serment une première fois devant le président Mahmoud Abbas le 13 avril 2019 mais doit répéter l'évènement le 14 avril à la suite d'une erreur dans la lecture du serment.
Lors de la constitution du gouvernement, les deux autres partis de l'OLP, le Front populaire de libération de la Palestine et le Front démocratique pour la libération de la Palestine refusent de rejoindre le gouvernement. 
Deux partis qui n'ont pas d'élus au Conseil législatif, le  Front de lutte populaire palestinien et l'Union démocratique palestinienne rejoignent le gouvernement. Le Parti du peuple palestinien, qui a deux élus au Conseil, rejoint également.

### Réactions
Le Hamas déclare dans un communiqué publié depuis Gaza le 13 avril qu'il s'agit d'un gouvernement nommé unilatéralement par le Fatah, qui approfondit la division interne entre les factions et n'a aucune légitimité. Le Hamas est majoritaire au Conseil législatif.
Le coordinateur spécial de l'ONU, Nickolay Mladenov, félicite Chtayyeh pour la formation du nouveau gouvernement : « Nous sommes impatients de continuer à travailler en étroite collaboration avec lui et son équipe pour améliorer la situation économique, humanitaire et sociale du peuple palestinien ».

## Composition

### Composition initiale (14 avril 2019)
| Image | Portefeuille                                                                          | Titulaire | Titulaire                 | Parti  |
| ----- | ------------------------------------------------------------------------------------- | --------- | ------------------------- | ------ |
|       | Premier ministre Ministre de l'Intérieur Ministre du Waqf et des Affaires religieuses |           | Mohammad Chtayyeh         | Fatah  |
|       | Vice-Premier ministre                                                                 |           | Ziad Abu-Amr              | Indép. |
|       | Vice-Premier ministre Ministre de l'Information                                       |           | Nabil Abu Rudeineh (en)   | Fatah  |
|       | Ministre des Télécommunications et des Technologies de l'Information                  |           | Ishaq Sidr (en)           | Fatah  |
|       | Ministre du Développement social                                                      |           | Ahmad Majdalani           | FLPP   |
|       | Ministre d'État à l'Entrepreneuriat et à l'Autonomisation                             |           | Osama Al Saadawi (en)     | Fatah  |
|       | Ministre des Affaires féminines                                                       |           | Amal Hamad (en)           | Fatah  |
|       | Ministre de l'Economie nationale                                                      |           | Khalid Al-Esseily (en)    | Fatah  |
|       | Ministre du Tourisme et des Antiquités                                                |           | Rula Maayah (en)          | Fatah  |
|       | Ministre de l'Agriculture                                                             |           | Riad Attari               | FIDA   |
|       | Ministre des Affaires étrangères et des Expatriés                                     |           | Riyad Al-Maliki           | Indép. |
|       | Ministre des Finances                                                                 |           | Shoukry Bishara (en)      | Indép. |
|       | Ministre des Transports et des Communications                                         |           | Assem Salem               | Indép. |
|       | Ministre de la Culture                                                                |           | Atef Abu Saif (en)        | Fatah  |
|       | Ministre des Affaires de Jérusalem                                                    |           | Fadi al-Hadami (en)       | Indép. |
|       | Ministre de la Gouvernance locale                                                     |           | Majdi al-Saleh (en)       | Indép. |
|       | Ministre de la Justice                                                                |           | Mohammad Al-Shaaldeh (ar) | Indép. |
|       | Ministre des Travaux publics et du Logement                                           |           | Mohamed Ziara (ar)        | Indép. |
|       | Ministre de l'Enseignement supérieur et de la Recherche scientifique                  |           | Mahmoud Abou Mwais (ar)   | Indép. |
|       | Ministre de l'Éducation                                                               |           | Marwan Awartani (en)      | Indép. |
|       | Ministre de la Santé                                                                  |           | Mai al-Kaila              | Fatah  |
|       | Ministre du Travail                                                                   |           | Nasri Abu Jaish (en)      | PPP    |

### Remaniement du1erjanvier 2022
| Image | Portefeuille | Titulaire | Titulaire                 | Parti  |
| ----- | --- | --------- | ------------------------- | ------ |
|       | Premier ministre |           | Mohammad Chtayyeh         | Fatah  |
|       | Vice-Premier ministre |           | Ziad Abu-Amr              | Indép. |
|       | Vice-Premier ministre Ministre de l'Information                                                                           |           | Nabil Abu Rudeineh (en)   | Fatah  |
|       | Ministre de l'Intérieur                                                                                                   |           | Ziad Hab Al-Rih (ar)      | Fatah  |
|       | Ministre du Waqf et des Affaires religieuses                                                                              |           | Hatem Al-Bakri (ar)       | Indép. |
|       | Ministre des Télécommunications et des Technologies de l'Information                                                      |           | Ishaq Sidr (en)           | Fatah  |
|       | Ministre du Développement social                                                                                          |           | Ahmad Majdalani           | FLPP   |
|       | Ministre d'État à l'Entrepreneuriat et à l'Autonomisation                                                                 |           | Osama Al Saadawi (en)     | Fatah  |
|       | Ministre des Affaires féminines                                                                                           |           | Amal Hamad (en)           | Fatah  |
|       | Ministre de l'Economie nationale                                                                                          |           | Khalid Al-Esseily (en)    | Fatah  |
|       | Ministre du Tourisme et des Antiquités                                                                                    |           | Rula Maayah (en)          | Fatah  |
|       | Ministre de l'Agriculture                                                                                                 |           | Riad Attari               | FIDA   |
|       | Ministre des Affaires étrangères et des Expatriés                                                                         |           | Riyad Al-Maliki           | Indép. |
|       | Ministre des Finances |           | Shoukry Bishara (en)      | Indép. |
|       | Ministre des Transports et des Communications                                                                             |           | Assem Salem               | Indép. |
|       | Ministre de la Culture |           | Atef Abu Saif (en)        | Fatah  |
|       | Ministre des Affaires de Jérusalem                                                                                        |           | Fadi al-Hadami (en)       | Indép. |
|       | Ministre de la Gouvernance locale                                                                                         |           | Majdi al-Saleh (en)       | Indép. |
|       | Ministre de la Justice |           | Mohammad Al-Shaaldeh (ar) | Indép. |
|       | Ministre des Travaux publics et du Logement                                                                               |           | Mohamed Ziara (ar)        | Indép. |
|       | Ministre de l'Enseignement supérieur et de la Recherche scientifique Ministre de l'Éducation (à partir de septembre 2023) |           | Mahmoud Abou Mwais (ar)   | Indép. |
|       | Ministre de la Santé |           | Mai al-Kaila              | Fatah  |
|       | Ministre du Travail |           | Nasri Abu Jaish (en)      | Indép. |

## Démission
Le 26 février 2024, dans le cadre de la guerre à Gaza et de la crise humanitaire subséquente à Gaza, le Premier ministre Mohammad Chtayyeh remet sa démission, ainsi que celle de son gouvernement, au président Mahmoud Abbas, qui l'accepte. Pour justifier cette décision, le Premier ministre évoque les « développements liés à l’agression contre Gaza » et la montée des violences en Cisjordanie à l'encontre des Palestiniens. 
Le gouvernement reste toutefois temporairement en poste pour assurer l'intérim le temps qu'un nouveau cabinet soit formé. 
Pour le journal L'Humanité, cette démission pourrait être « un acte pour favoriser l’unité » et « lancer une nouvelle phase de la lutte de libération nationale ».